# Montenegrinischer Fußballpokal 2019/20
Der Montenegrinischer Fußballpokal 2019/20 (Kup Crne Gore) war die 14. Austragung des Pokalwettbewerbs im Fußball in Montenegro seit der Unabhängigkeit im Juni 2006. Titelverteidiger war der FK Budućnost Podgorica.
Der Wettbewerb wurde im März 2020 vor dem Halbfinale wegen der COVID-19-Pandemie in Montenegro zunächst unterbrochen. Drei Monate später entschied der Fußballverband von Montenegro, dass der Pokalwettbewerb für die laufende Saison nicht fortgesetzt wird, da alle offiziellen Wettbewerbe ausgesetzt wurden.

## Modus
In der 1. Runde wurde der Sieger in einem Spiel ermittelt. Stand es nach der regulären Spielzeit von 90 Minuten unentschieden, kam es ohne Verlängerung direkt zum Elfmeterschießen.
Im Achtel- und Viertelfinale wurden die Sieger in Hin- und Rückspiel ermittelt. Bei Torgleichheit entschied zunächst die Anzahl der auswärts erzielten Tore, danach ohne Verlängerung ein Elfmeterschießen.

## Teilnehmende Teams
| Prva Liga (10) | Druga Liga (10) | Treća Liga (6) |
| --- | --- | --- |
| - FK Budućnost Podgorica - FK Grbalj Radanovići - FK Iskra Danilovgrad - FK KOM Podgorica - OFK Petrovac - FK Podgorica 1 - FK Rudar Pljevlja - FK Sutjeska Nikšić - OFK Titograd - FK Zeta Golubovci | - FK Arsenal Tivat - FK Bokelj Kotor - FK Dečić Tuzi - FK Drezga - FK Ibar Rožaje - FK Jedinstvo Bijelo Polje - FK Jezero Plav - FK Lovćen Cetinje - FK Mornar Bar - FK Otrant-Olympic Ulcinj | - FK Komovi (Sieger Nord) - FK Petnjica (Finalist Nord) - OFK Mladost Donja Gorica (Sieger Zentrum) - FK Gorštak (Finalist Zentrum) - FK Cetinje (Sieger Süd) - FK Sloga Radovići (Finalist Süd) |

## 1. Runde
Die letztjährigen Halbfinalisten FK Budućnost Podgorica, FK Lovćen Cetinje, FK Sutjeska Nikšić und OFK Petrovac erhielten ein Freilos.
| Datum      |                           | Ergebnis        |                          |
| ---------- | ------------------------- | --------------- | ------------------------ |
| 28.08.2019 | FK Rudar Pljevlja         | 1:0             | FK Otrant-Olympic Ulcinj |
| 28.08.2019 | FK Jedinstvo Bijelo Polje | 1:0             | FK KOM Podgorica         |
| 28.08.2019 | FK Sloga Radovići         | 00:11           | OFK Titograd             |
| 28.08.2019 | FK Zeta Golubovci         | 2:2 (8:7 i. E.) | FK Dečić Tuzi            |
| 28.08.2019 | FK Grbalj Radanovići      | 4:0             | FK Arsenal Tivat         |
| 28.08.2019 | FK Cetinje                | 0:7             | FK Podgorica             |
| 28.08.2019 | FK Komovi                 | 0:4             | FK Ibar Rožaje           |
| 28.08.2019 | OFK Mladost Donja Gorica  | 2:4             | FK Drezga                |
| 28.08.2019 | FK Bokelj Kotor           | 1:0             | FK Jezero Plav           |
| 28.08.2019 | FK Gorštak                | 0:5             | FK Petnjica              |
| 25.09.2019 | FK Mornar Bar             | 0:2             | FK Iskra Danilovgrad     |

## Achtelfinale
FK Jedinstvo Bijelo Polje erhielte ein Freilos.
| Datum             |                      | Gesamt           |                        | Hinspiel | Rückspiel |
| ----------------- | -------------------- | ---------------- | ---------------------- | -------- | --------- |
| 02.10./23.10.2019 | FK Grbalj Radanovići | 4:5              | FK Iskra Danilovgrad   | 3:1      | 1:4       |
| 02.10./23.10.2019 | FK Ibar Rožaje       | 0:3              | FK Zeta Golubovci      | 0:0      | 0:3       |
| 02.10./23.10.2019 | FK Sutjeska Nikšić   | 7:0              | FK Lovćen Cetinje      | 4:0      | 3:0       |
| 02.10./23.10.2019 | FK Petnjica          | 0:6              | FK Podgorica           | 00:3 1   | 00:3 1    |
| 02.10./23.10.2019 | FK Rudar Pljevlja    | 1:2              | FK Budućnost Podgorica | 0:0      | 1:2       |
| 02.10./23.10.2019 | OFK Petrovac         | 2:2 (10:9 i. E.) | FK Drezga              | 2:0      | 0:2       |
| 02.10./23.10.2019 | FK Bokelj Kotor      | 2:4              | OFK Titograd           | 1:2      | 1:2       |

## Viertelfinale
| Datum             |                           | Gesamt    |                        | Hinspiel | Rückspiel |
| ----------------- | ------------------------- | --------- | ---------------------- | -------- | --------- |
| 06.11./27.11.2019 | FK Jedinstvo Bijelo Polje | 0:8       | FK Budućnost Podgorica | 0:1      | 0:7       |
| 27.11./15.12.2019 | FK Zeta Golubovci         | 0:1       | FK Sutjeska Nikšić     | 0:0      | 0:1       |
| 27.11./15.12.2019 | FK Podgorica              | (a)1:1(a) | FK Iskra Danilovgrad   | 0:0      | 1:1       |
| 27.11./15.12.2019 | OFK Titograd              | 0:2       | OFK Petrovac           | 0:0      | 0:2       |